# The Lyres
The Lyres est un groupe de garage rock américain, originaire de Boston, dans le Massachusetts.   

## Biographie
Le groupe est formé en 1979 par Jeff Conolly, ex chanteur de DMZ. Celui surnommé Mono Man, à cause de la passion qu'il voue aux disques des sixties enregistrés en mono, entend reproduire le son et le style des groupes de garage des années 1960 tels les Standells, les Seeds et le 13th Floor Elevators. Lui-même joue d'un orgue au son sixties et chante d'une voix nasillarde alors que la guitare utilise un trémolo et une reverb, ce qui crée une ambiance très particulière. Fidèle à son esprit revivaliste, The Lyres reprend sur scène et sur disques des succès de groupes des années 1960 comme les Kinks ou les Outsiders.        
Durant les années 1980, ils effectuent des tournées aux États-Unis et en Europe en compagnie des Fleshtones, avec lesquels ils partagent l'amour des années 1960 et un goût prononcé pour les boissons alcoolisées.        
Les anciens membres du groupe DMZ — Coraccio, Murphy, Peter Greenberg, et Mike Lewis — rejoindront tous Connolly au sein des Lyres à un certain moment en 1979 jusqu'au début des années 2000. La batteuse des The A-Bones, Miriam Linna, (ex-membre des Cramps puis au sein des A-Bones, Yo La Tengo) se joint aux Lyres pour un concert en 1986. Stiv Bators des Dead Boys et Lords of the New Church, et Wally Tax des Outsiders enregistrent aussi avec les Lyres à la fin des années 1980. 
Lyres devient moins actif en 1989, Conolly résidant en Californie pendant une brève période. Après une nouvelle période d'activité dans les années 1990, le groupe se met en pause jusqu'en 1999. Ils joueront ensuite régulièrement.

## Membres
- Jeff Conolly - orgue, chant
- Steve Aquino - guitare
- Paul Murphy - batterie
- Dave Szczepaniak - basse
- Timm Buechler - basse (2004-2015)

## Discographie

### Albums studio
- 1984 : On Fyre (Ace of Hearts, New Rose)
- 1986 : Lyres Lyres (Ace of Hearts, New Rose)
- 1988 : A Promise Is a Promise (New Rose)
- 1987 : Recorded Live at Cantones (Pryct PR-1003)
- 1993 : Happy Now (Taang Records, Impossible)
- 1994 : Some Lyres (Taang Records)

### EP
- 1981 : AHS1005 (Ace of Hearts)
- 1985 : Lyres (New Rose)
- 1992 : Nobody But Lyres (Taang! Records)